# Manuela Heubi
Manuela Heubi (10 giugno 1971) è un'ex sciatrice alpina svizzera.

## Biografia
Specialista delle prove veloci originaria di Au, in Coppa del Mondo ottenne il primo piazzamento il 15 dicembre 1991 a Santa Caterina Valfurva in discesa libera (17ª) e tale risultato sarebbe rimasto il migliore della Heubi nel massimo circuito internazionale, nel quale prese per l'ultima volta il via il 23 gennaio 1995 a Lenzerheide in slalom gigante senza completare la prova. Si ritirò al termine di quella stessa stagione 1994-1995 e la sua ultima gara fu lo slalom gigante dei Campionati liechtensteinesi 1995, disputato il 10 aprile a Malbun; non prese parte a rassegne olimpiche o iridate.

## Palmarès

### Coppa del Mondo
- Miglior piazzamento in classifica generale: 99ª nel 1992

### Campionati svizzeri
- 2 medaglie (dati parziali fino alla stagione 1994-1995):
  - 1 oro (combinata[senza fonte] nel 1991)
  - 1 argento (supergigante nel 1995)